# كيلي كامبل
كيلي كامبل (بالإنجليزية: Kelly Campbell)‏ هو لاعب كرة قدم أمريكية ولاعب كرة القدم الكندية أمريكي، ولد في 23 يوليو 1980 في أتلانتا في الولايات المتحدة.

## وصلات خارجية
- كيلي كامبل على موقع مرجع كرة القدم المحترفة.كوم (الإنجليزية)